# Henryk Dańko
Henryk Dańko (ur. 13 marca 1931 w Kaznowie, zm. 28 czerwca 1990 w Zakopanem) – pułkownik pilot Wojska Polskiego.

## Życiorys
23 września 1950 rozpoczął studia wojskowe w Oficerskiej Szkole Lotniczej nr 5 w Radomiu, które ukończył 3 marca 1952 promocją do stopnia chorążego. Otrzymał przydział służbowy jako pilot do 1 pułku lotnictwa myśliwskiego w Bemowie. 9 sierpnia 1952 awansował na starszego pilota, 19 października 1954 na dowódcę klucza lotniczego.
23 lipca 1955 r. został skierowany na Kurs Doskonalenia Oficerów przeznaczony dla pilotów lotnictwa przechwytującego, gdzie był słuchaczem do 8 maja 1956 r. Po kursie, 9 maja 1956 r. otrzymał przydział służbowy do Babic, gdzie wyznaczono go na etat nawigatora eskadry dowódcy 21 samodzielnej eskadry lotniczej, a po jej rozformowaniu został skierowany do 1 pułku lotnictwa myśliwskiego na etat pomocnika ds. pilotowania dowódcy eskadry.
16 lipca 1958 r. otrzymał przydział służbowy do Modlina na stanowisko pomocnika dowódcy szkolnej eskadry pilotów przechwytujących w Wyższej Szkoły Pilotów, które wykonywał do 7 kwietnia 1958 r. Następnie, od 8 kwietnia 1960 r., zawodową służbę wojskową pełni na stanowisku dowódcy eskadry lotnictwa pościgowego w Centrum Szkolenia Lotniczego w Modlinie. Eskadrą dowodzi do 2 maja 1961 r. W tym samym roku otrzymał przydział służbowy do Bydgoszczy, gdzie został wyznaczony na etat inspektorem techniki pilotowania w wydziale szkolenia bojowego Dowództwa 2 Korpusu Obrony Przeciwlotniczej Obszaru Kraju.
19 września 1964 r. został skierowany do Słupska, gdzie został wyznaczony na etat dowódcy 28 pułku lotnictwa myśliwskiego OPK w Słupsku. Pułkiem dowodził do 19 lutego 1968 r. Następnie został 30 września 1967 r. skierowany do Rembertowa na studia w Akademii Sztabu Generalnego, które ukończył 20 lipca 1970 r. Po studiach został wyznaczony na etat szefa Oddziału Szkolenia Lotniczego w Szefostwie Lotnictwa Dowództwa Wojsk OPK.
20 grudnia 1970 r. został służbowo skierowany do Gdyni-Babie Doły, gdzie został dowódcą 34 pułku lotnictwa myśliwskiego OPK. Dowodził tym pułkiem lotniczym do 8 lipca 1972 r. W tym samym roku został skierowany do Bydgoszczy, gdzie zawodową służbę pełnił na stanowisku zastępcy szefa Oddziału Wojsk Lotniczych Dowództwa 2 Korpusu OPK (szef wydziału szkolenia lotniczego).
9 marca 1977 r. został wyznaczony do wykonywania obowiązków szefa wydziału ratownictwa lotniczego w Szefostwie Wojsk Lotniczych Dowództwa Wojsk Obrony Powietrznej Kraju w Warszawie. Na tym stanowisku służył do końca życia.
Podczas zawodowej służby był pilotem wojskowym pierwszej klasy wykonując pilotaż na różnych typach samolotów o nalocie ogólnym 1700 godzin.

## Ordery i odznaczenia
- Krzyż Kawalerski Orderu Odrodzenia Polski – 1980[2].
- Złoty Krzyż Zasługi – 1971[2].
- Srebrny Krzyż Zasługi – 1957[2].